# Hrabstwo Duval (Teksas)

Piramida wieku hrabstwa

Hrabstwo Duval – hrabstwo położone w USA, w stanie Teksas. Utworzone w 1858 r. Według danych z 2023 liczy 9604 mieszkańców (w tym 82% to Latynosi i 47% to kobiety). Siedzibą hrabstwa jest miasteczko San Diego. Inne miejscowości, to: Freer, Benavides, Realitos, Concepcion i Rios.
Ważnymi elementami gospodarki pozostają drzewka świąteczne (3. miejsce w stanie), turystyka, bydło mięsne, trzoda chlewna, wydobycie ropy naftowej i gazu ziemnego, oraz orzechy pekan.
Większość mieszkańców (60,9%) to katolicy i jedna czwarta (23,9%) to baptyści.

## Sąsiednie hrabstwa
- Hrabstwo McMullen (północ)
- Hrabstwo Live Oak (północny wschód)
- Hrabstwo Jim Wells (wschód)
- Hrabstwo Brooks (południowy wschód)
- Hrabstwo Jim Hogg (południe)
- Hrabstwo Webb (zachód)
- Hrabstwo La Salle (północny zachód)